# آدام دارسکی
آدام نرگال دارسکی (به لهستانی: Adam Nergal Darski؛ زادهٔ ۱۰ ژوئن سال ۱۹۷۷) یک موسیقی‌دان لهستانی است که بیشتر به‌عنوان بنیان‌گذار گروه اکستریم متال بهیموث شناخته می‌شود.

## زندگی‌نامه
او نواختن گیتار را در هشت سالگی آغاز کرد و در ابتدا لقب او بیبی لونیان (Babylonian) بود. وقتی بهیموث را تشکیل داد وی جوانی بیش نبود و کارهای او از گروه بهریت (Beherit) الهام می‌گرفت. در اواخر سال ۱۹۹۰ او گیتاریست و وکالیست گروه دنزینگ اینفلونست (Danzig-influenced) شد. در طی این سالها بود که خیلی‌ها متوجه هنر و استعداد نرگال در عرصه موسیقی شدند و او را به عنوان یک وکالیست و گیتاریست قدرتمند می‌دانستند.
نرگال به خاطر حضور و مشارکت با بعضی از گروه‌ها بیشتر شناخته شد. گروه‌هایی مثل:Hermh ,Nile ,Damnation ,Vader ,Sweet Noise ,Mastiphal , December’s Fire ,Mess Age ,Corruption ,Hangover ,Ex Deo ,Hefeystos و Slayer. نرگال همچنین با افرادی مثل بلسفمیز (Blasphemous) (از گروه Velse) و ونن (Venom) (از گروه Xantotol) معبدی و انجمنی به نام اینفرنال فایر (Infernal Fire) تشکیل دادند. بعدها گروه‌های مختلف دیگر به این انجمن پیوستند و تصمیم بر این شد که نام این انجمن به فُل مون (Fullmoon) تغییر کند. این انجمن تا تنش‌های بین نرگال و راب دارکن (فرانتمن گروه NSBM به نام Graveland) به خوبی ادامه داشت. این تنش‌ها طوری شده بود که نرگال و راب یکدیگر را تهدید به مرگ می‌کردند! بعد از سالها نرگال در مصاحبه ای گفت: «ما اهداف مشترکی نداشتیم و همین باعث درگیری بین ما شد اما حال بیشتر از قبل به یکدیگر احترام می‌گذاریم.»

## زندگی شخصی
از اواسط ۲۰۰۹ تا اوایل ۲۰۱۱، او با زنی به نام دوروتا رابچزوکا در رابطه بود. این زن یک خواننده پاپ لهستانی است که با نام دودا شناخته می‌شود. بعدها خبر دادند این این دو نامزدی خود را کنسل کرده و از یکدیگر جدا شده‌اند.
نرگال در طول سال ۲۰۱۴ مالک سه آرایشگاه در لهستان بود (دو تا در ورشو و یکی در گدانسک). او در سال ۲۰۱۵ یک کلاب شبانه در سوپوت هم راه اندازی کرد.